# Мост через реку Сходню
Мост через реку Сходню — мост на Волоколамском шоссе в районе Покровское-Стрешнево города Москвы.

## История
В 1937 году был построен мост через реку Сходню.
В 2021 году в рамках реконструкции Волоколамского шоссе на замену этого сооружения, находившегося в предаварийном состоянии, был построен новый мост длиной 150 метров, имеющий по пять автомобильных полос в обе стороны. Строительство нового моста стало завершающим этапом в реконструкции Волоколамского шоссе.
Движение по мосту было открыто 22 ноября 2021 года. Присутствовавший на открытии моста мэр Москвы Сергей Собянин, высказал мнение, что мост с повышенной пропускной способностью улучшит движение на вылетной магистрали Москвы.